# Thliptodon diaphanus
Thliptodon diaphanus är en snäckart som först beskrevs av Meisenheimer 1903.  Thliptodon diaphanus ingår i släktet Thliptodon och familjen Thliptodontidae. Inga underarter finns listade i Catalogue of Life.